# Mamonowo

Heiligenbeil in der Nähe des Ostufers des Frischen Haffs, nordöstlich von Elbing und südwestlich von Königsberg i. Pr. auf einer Landkarte von 1910.

Mamonowo (russisch Мамо́ново), deutsch Heiligenbeil (polnisch Świętomiejsce oder Święta Siekierka, litauisch Šventapilė), ist eine Stadt in der russischen Oblast Kaliningrad. Sie hat 8314 Einwohner (Stand 1. Oktober 2021).
Die Stadt ist Verwaltungssitz des Stadtkreises Mamonowo.

## Geographische Lage
Die Stadt liegt im Westen der historischen Region Ostpreußen, im Ermland, 3,6 Kilometer vom Frischen Haff, an der Mündung der Jarft (russisch Wituschka) in die Bahnau (russisch Mamonowka), etwa 50 Kilometer südwestlich von Königsberg (russisch Kaliningrad) und 13 Kilometer nordöstlich von Braunsberg (polnisch Braniewo).

## Ortsname
Dem Wortteil „-beil“ im deutschen Ortsnamen Heiligenbeil liegt das prußische Wort bila („Sprache“) zugrunde und nicht, wie das Wappen vermuten lässt, der Begriff bile, byle („Beil“). Der litauische Ortsname Šventapilė, der das litauische Wort pile („Burg“) enthält, ließe die Interpretation ‚heilige Burg‘ zu, doch ist eine solche nicht nachgewiesen.

## Wappen
| | Blasonierung: „Geteilt von Silber und Schwarz; oben ein wachsender, springender roter Wolf, unten zwei schräggekreuzte, abgewendete silberne Beile mit goldenen Stielen.“ |
| Wappenbegründung: Jahrhundertelang führte Heiligenbeil ein Siegel mit zwei schräg gekreuzten Beilen. Da diese Embleme auch bei anderen Städten gezeigt werden und Verwechslungen vorkamen, nahm die Stadt ein neues Siegel und Wappen an. Das Wappen wurde von dem Heraldiker Emil Johannes Guttzeit entworfen und am 18. Mai 1938 der Stadt verliehen. | |

Historisches Wappen
| | Blasonierung: „In Schwarz zwei schräggekreuzte, abgewendete silberne Beile mit goldenen Stielen.“ |
| Wappenbegründung: Das am Bundesbrief von 1440 hängende SIGILLVM CIVIVM DE SANCTE CIVITATE zeigt ein anderes Bild: einen ausgerissenen, aber belaubten Baumstumpf gegen den ein Wolf aufspringt. Aber schon das gleichzeitige Sekret hat im gegitterten Felde die Beile mit der Umschrift SEC. CIVIT. HEILIG. Ebenso, aber im Schilde ein Siegel des 15. Jahrhunderts und die späteren Siegel. |                                                                                                   |

## Geschichte

### Mittelalter
Bis 1272 befand sich hier eine Ansiedlung der Prussen namens Swento mest (prußisch swentas, swints: heilig/ mestan: Stadt), deren Name als „heilige Stadt“ und heidnische Verkündigungsstätte (prußisch bila: Sprache) gedeutet werden kann. Nach 1272 unterstand die Gegend dem Deutschen Orden.
Die Stadt wurde 1301 unter dem Namen Heiligenstadt vom Deutschen Ritterorden mit kulmischem Recht in der Nähe der prußischen Kultstätte Swentomest gegründet. 1344 wurde der Name in Heiligenbil umgewandelt und 1349 eine Kirche eingeweiht. Die Endung „Beil“ stammt vom altpreußischen Begriff „bila“: Sprache, Predigt.
Die ersten Ordensritter waren per Schiff über das Frische Haff bereits 1238 am Ufer bei Balga gelandet. Heiligenbeil selbst lag nicht am Frischen Haff, doch entwickelte sich hier unterhalb der Stadt der Hafenplatz Rosenberg.

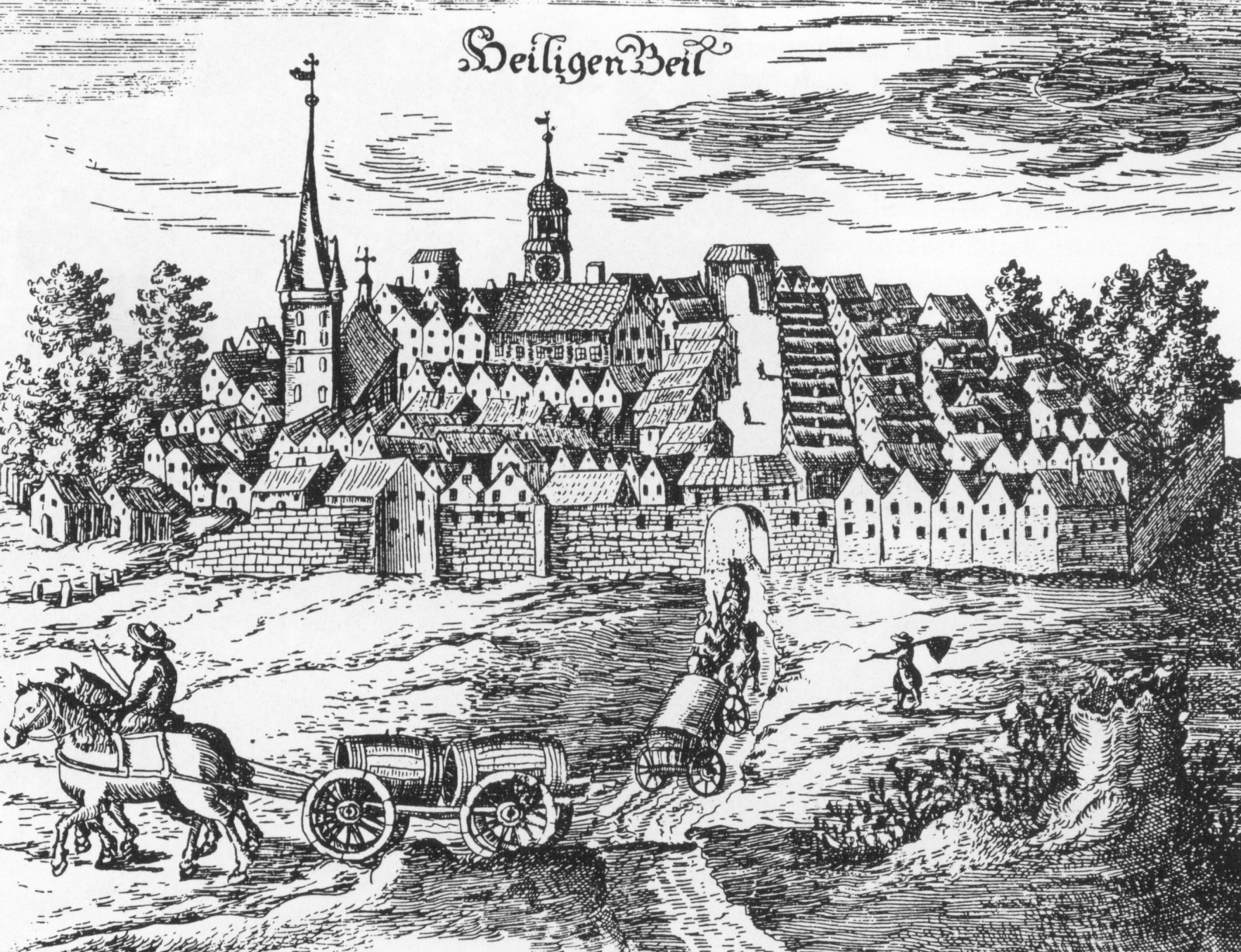
Historische Ansicht von Heiligenbeil

### Neuzeit
In den Jahren 1463, 1519, 1520, 1571, 1677 und auch im 19. Jahrhundert war die Stadt durch Feuersbrünste in Mitleidenschaft gezogen worden. Die Einwohner ernährten sich hauptsächlich von bürgerlichen Gewerben oder Ackerbau; auch wurde in der Stadt Bier gebraut, das an die umliegenden Ortschaften ausgeliefert wurde. Bereits im 18. Jahrhundert gab es in der Stadt eine Lateinschule, an der drei Lehrer unterrichteten.
Von 1819 bis 1945 war Heiligenbeil die Kreisstadt des gleichnamigen Kreises.

### 20. Jahrhundert
Am Anfang des 20. Jahrhunderts hatte Heiligenbeil eine evangelische Kirche, eine römisch-katholische Kirche, eine Landwirtschaftsschule, ein Amtsgericht, eine Maschinenfabrik, einen Obstverwertungsbetrieb und Mühlenwerke. 1939 zählte Heiligenbeil 12.100 Einwohner.
Bei der Reichstagswahl am 5. März 1933 erreichten die NSDAP und die mit ihr verbundene DNVP im Landkreis Heiligenbeil einen Anteil von 70 % (Reichsdurchschnitt 52 %). Von 1936 bis 1945 befand sich östlich von Heiligenbeil der Fliegerhorst Heiligenbeil. Nach 1939 wurde ein Außenarbeitslager des KZ Stutthof errichtet.
Gegen Ende des Zweiten Weltkriegs wurde das Kreisgebiet im Februar und März 1945 Kriegsschauplatz. Die nationalsozialistische Gauleitung unter Gauleiter Erich Koch unterließ die rechtzeitige Evakuierung der Bevölkerung und stellte selbständige Fluchtbewegungen unter schwere Strafe. In den Winterwochen zuvor flüchteten Hunderttausende völlig ungeordnet (unter anderem behindert durch die Wehrmacht) aus allen Teilen Ostpreußens – darunter auch der größte Teil der Bevölkerung des Kreises Heiligenbeil – über das Eis des Haffs auf die Frische Nehrung und von dort auf die rettenden Schiffe in Pillau oder auf dem Landweg der Nehrung nach Danzig. Bei den Kriegshandlungen bildete sich der Heiligenbeiler Kessel. Nach wochenlangen Abwehrkämpfen der deutschen 4. Armee gegen mehrere sowjetische Armeen fiel Heiligenbeil. Am 29. März 1945 schifften sich die letzten deutschen Soldaten vom Haffufer unterhalb der Burgruine Balga in Richtung Pillau ein. Die fast symmetrisch angelegte Altstadt wurde vollständig zerstört.
Von den rund 53.000 Bewohnern des Kreises Heiligenbeil verloren ca. 20 Prozent ihr Leben durch Krieg, Flucht, Vertreibung, Deportation, Vergewaltigungen, Hunger, Krankheiten oder unmenschliche Behandlungen in nationalsozialistischen bzw. später sowjetischen Zwangslagern.
Nach Einstellung der Kampfhandlungen wurde der Kreis, entgegen der ursprünglichen Planung, doch aufgeteilt. Die Sowjetunion nahm die nördliche Hälfte Ostpreußens, zu der auch die Stadt Heiligenbeil gehörte, in eigene Verwaltung, während die südliche Hälfte mit Ausnahme militärischer Sperrgebiete der Volksrepublik Polen zur Verwaltung überlassen wurde. Diese vorläufige Aufteilung in zwei Besatzungszonen wurde durch das Potsdamer Abkommen nicht verändert und am 17. Oktober 1945 bestätigt. Die Demarkationslinie zwischen diesen beiden Besatzungszonen verlief südlich einer horizontalen Linie von Leisuhnen, Heiligenbeil, Deutsch Thierau, Hermsdorf-Pellen, Zinten, Schwengels und Robitten. Alles, was nördlich davon lag, kam unter sowjetische Verwaltung. Die letzten noch im sowjetischen Teil verbliebenen Deutschen wurden 1948 ausgewiesen. Zahlreiche Dörfer wurden gänzlich aufgelöst, Häuser und Straßen sind verschwunden. Seit dem Zusammenbruch der Sowjetunion sind Stadt und Region Teil Russlands.
Die Stadt Heiligenbeil wie auch viele Nachbarorte war bei Kriegsende fast vollständig zerstört. Nur Heiligenbeil selbst, das seit 1947 nach dem sowjetischen Oberstleutnant Nikolai Wassiljewitsch Mamonow (1919–26. Oktober 1944 in der Nähe von Pułtusk) Mamonowo heißt, erreichte wieder eine gewisse Größe und wird heute von rund 8000 Menschen bewohnt. Das neue Zentrum der Stadt liegt nordwestlich der alten im Bereich der allerdings nicht erhaltenen früheren katholischen Kirche, während die Altstadt Brachgelände ist. Fundamente und Straßenzüge sind kaum noch zu erkennen, Teile der evangelischen Kirche ragen neben einem Spielplatz hoch, ein paar Wohnblocks aus den 1960er oder 1970er Jahren wurden auf dem Gelände der Altstadt gebaut. Einzig erhaltenes Gebäude auf dem Gebiet der früheren Altstadt ist das der Heiligenbeiler Brauerei. Die Ruine befindet sich im südwestlichen Teil des Areals. Andere Kommunen in der Nachbarschaft von Mamonowo sind völlig unbedeutend geworden. Wegen seiner strategischen Bedeutung wurde der Ort ebenso wie Laduschkin vom Flottenstützpunkt Baltijsk aus verwaltet.
Im Süden des alten Stadtgebiets befindet sich ein deutscher Soldatenfriedhof, der vom Volksbund Deutsche Kriegsgräberfürsorge wiederhergestellt und 2002 eingeweiht worden ist. Auf ihm liegen 4700 Gefallene (Stand 2002) vor allem der Kämpfe um den Kessel von Heiligenbeil.

### Verwaltungsgeschichte in der sowjetischen Zeit
Der Dorfsowjet Mamonowski selski Sowet (ru. Мамоновский сельский Совет) wurde im Juni 1947 im Rajon Laduschkin eingerichtet. Mit der (erneuten) Verleihung der Stadtrechte an Mamonowo im Jahr 1951 wurde daraus der Stadtsowjet Mamonowski gorodskoi Sowet (ru. Мамоновский городской Совет). Nach der Auflösung des Rajons Laduschkin im Jahr 1962 gelangte der Stadtsowjet in den Rajon Bagrationowsk. Nach dem Zerfall der Sowjetunion wurde der Stadtsowjet aufgelöst und im Jahr 1992 die städtische Administration Administrazija goroda Mamonowo eingerichtet (ru. Администрация города Мамоново). Im Jahr 2004 wurde der Bereich der Administration der Stadt Mamonowo in den Stadtkreis Mamonowo umgewandelt.
Zugehörige Orte:
| Ortsname                         | Name bis 1947/50                  | Bemerkungen                                                                                 |
| -------------------------------- | --------------------------------- | ------------------------------------------------------------------------------------------- |
| Baltijskoje (Балтийское)         | Deutsch Bahnau                    | Der Ort wurde 1950 umbenannt und verlor (offenbar) 2004 seine Eigenständigkeit.             |
| Bogdanowka (Богдановка)          | Gnadenthal und Jürkendorf         | Der Ort wurde 1947 umbenannt und war zunächst in den Dorfsowjet Pjatidoroschny eingeordnet. |
| Krasnodonskoje (Краснодонское)   | Auerswalde und Keimkallen         | Der Ort wurde 1950 umbenannt und vor 1988 verlassen.                                        |
| Krasnoflotskoje (Краснофлотское) | Rosenberg                         | Der Ort wurde 1947 umbenannt und vor 1975 in die Stadt Mamonowo eingemeindet.               |
| Lipowka (Липовка)                | Gallingen, Grünwalde und Rosocken | Die Orte wurden 1950 umbenannt.                                                             |
| Mamonowo (Мамоново)              | Heiligenbeil                      | Verwaltungssitz                                                                             |
| Pokrowskoje (Покровское)         | Steindorf                         | Der Ort wurde 1947 umbenannt und vor 1975 verlassen.                                        |
| Potjomkino (Потёмкино)           | Schirten                          | Der Ort wurde 1947 umbenannt und vor 1975 verlassen.                                        |
| Prigorkino (Пригоркино)          | Karben                            | Der Ort wurde 1947 umbenannt und vor 1975 verlassen                                         |
| Schtschukino (Щукино)            | Leisuhnen                         | Der Ort wurde 1947 umbenannt und vor 1988 verlassen.                                        |
| Selenodolskoje (Зеленодольское)  | Preußisch Bahnau                  | Der Ort wurde 1947 umbenannt.                                                               |
| Wawilowo (Вавилово)              | Bregden                           | Der Ort wurde 1950 umbenannt.                                                               |

Die drei im Jahr 1947 umbenannten Orte Kahlholz, Follendorf und Balga wurden zunächst ebenfalls in den Mamonowski selski Sowet eingeordnet, kamen dann (vor 1975) aber zum Pjatidoroschny selski Sowet.
Auf einer Karte von 1972 sind in dem Bereich außerdem die Orte Sapadny (Schettnienen) und Warmity (Wermten) eingezeichnet, für die es bislang aber keine amtlichen Quellen gibt.

### Demographie
| Jahr | Einwohner | Anmerkungen                                                                     |
| ---- | --------- | ------------------------------------------------------------------------------- |
| 1782 | 01800     | in 335 Haushaltungen, ohne die Garnison (ein Bataillon Infanterie)              |
| 1802 | 02013     | [ 12 ]                                                                          |
| 1810 | 0 1523    | [ 12 ]                                                                          |
| 1816 | 01692     | davon 1665 Evangelische, 24 Katholiken und drei Juden                           |
| 1821 | 0 2135    | [ 12 ]                                                                          |
| 1831 | 0 2468    | [ 2 ]                                                                           |
| 1858 | 02991     | davon 2878 Evangelische, 77 Katholiken, neun Mennoniten und 27 Juden            |
| 1864 | 03224     | am 3. Dezember                                                                  |
| 1875 | 03354     | [ 5 ]                                                                           |
| 1880 | 03430     | [ 5 ]                                                                           |
| 1890 | 03760     | davon 162 Katholiken und 30 Juden                                               |
| 1905 | 0 4553    | meist Evangelische                                                              |
| 1910 | 04821     | [ 15 ] [ 16 ]                                                                   |
| 1925 | 05180     | meist Evangelische, 240 Katholiken                                              |
| 1933 | 06356     | [ 5 ]                                                                           |
| 1939 | 10.631    | davon 9135 Evangelische, 1113 Katholiken und 79 sonstige Christen (keine Juden) |

| Jahr      | 1959 | 1970 | 1979 | 1989 | 2002 | 2010 | 2021 |
| --------- | ---- | ---- | ---- | ---- | ---- | ---- | ---- |
| Einwohner | 5459 | 7275 | 8001 | 7816 | 7393 | 7761 | 8314 |

## Kirche

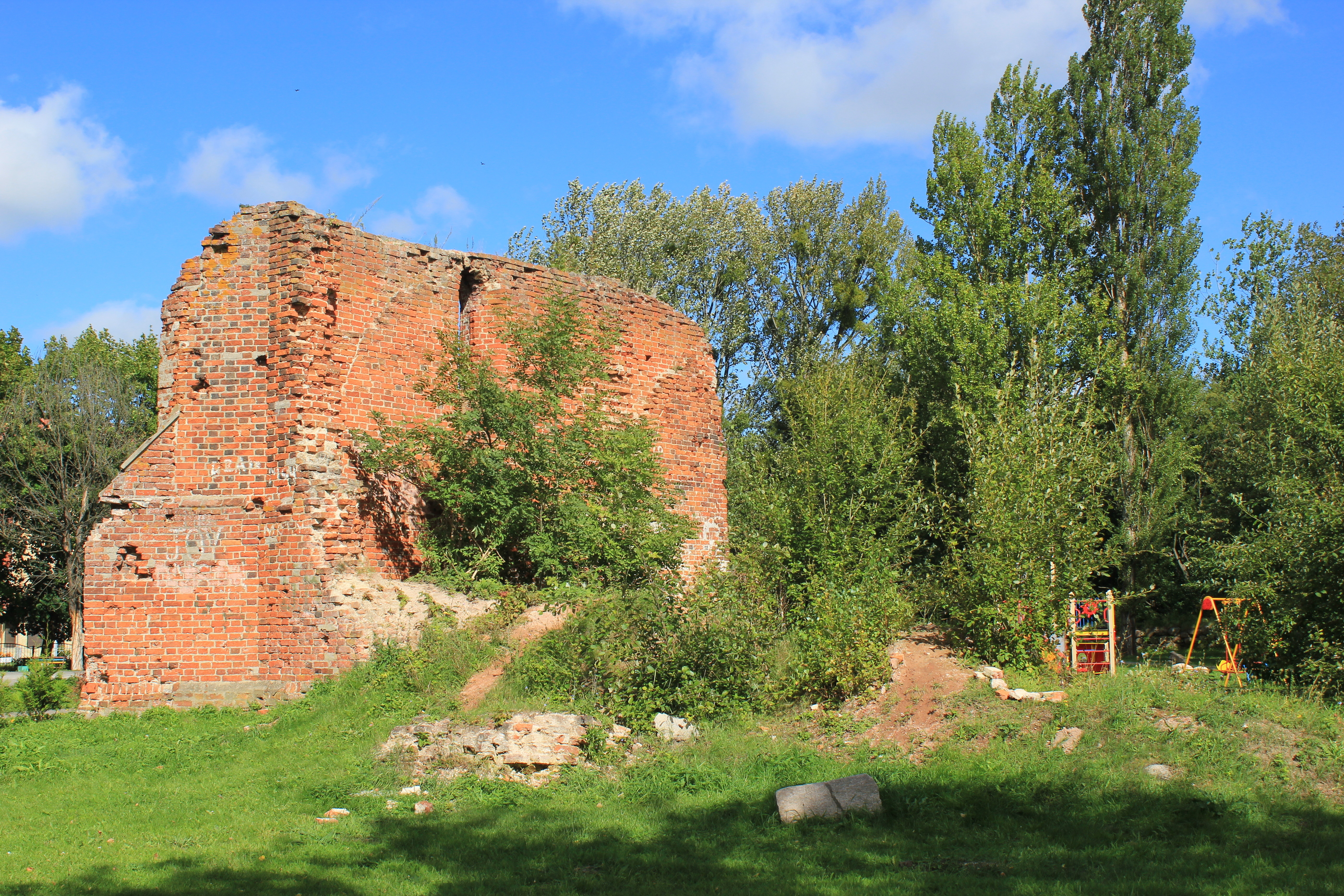
Ruine der Heiligenbeiler Kirche

### Kirchengebäude
Die Kirche in Heiligenbeil wurde im Zweiten Weltkrieg bis auf die Grundmauern zerstört.

### Russisch-Orthodoxe Kirche
Die meisten heutigen Einwohner in der Region sind heute, sofern konfessionell gebunden, Angehörige der russisch-orthodoxen Kirche. Mamonowo liegt auf dem Territorium der Diözese Kaliningrad und Baltijsk.

### Evangelische Kirche
Bereits in vorreformatorischer Zeit war Heiligenbeil Pfarrsitz eines Kirchspiels. Bei überwiegend evangelischer Einwohnerschaft war das Kirchspiel Heiligenbeil vor 1945 eines von 15 Kirchspielen im Kirchenkreis Heiligenbeil. In dem mehr als 7000 Gemeindeglieder zählenden Kirchspiel waren zwei Pfarrer tätig.
Heute in Heiligenbeil lebende evangelische Kirchenglieder, meist Russlanddeutsche, bilden in Mamonowo wieder eine Gemeinde und sind der Auferstehungskirche in Kaliningrad (Königsberg (Preußen)) zugeordnet. Sie gehört zur Propstei Kaliningrad innerhalb der Evangelisch-Lutherischen Kirche Europäisches Russland (ELKER).

#### Kirchspielorte
Zum Kirchspiel Heiligenbeil gehörten vor 1945 die Orte (* = Schulort):
| - Auerswalde (russisch: Krasnodonskoje) - Bregden (Wawilowo) - Büsterwalde - Freihufen - Deutsch Bahnau (bis 1920 Polnisch Bahnau, russisch: Baltijskoje) - Gabditten - Gedilgen - Gnadenthal (Bogdanowka) - Grünhöfchen - Grünwalde (Lipowka) - Heiligenbeil (Mamonowo) - Heinrichshof - Karben (Prigorkino) - Keimkallen (Krasnodonskoje) | - Lateinerberg - Leysuhnen (1938–45 Leisuhnen, heute Schtschukino) - Lindenhof - Neuwald - Perscheln - Preußisch Bahnau (Selenodolskoje) - Raade - Reinschenhof - Rosenberg (Krasnoflotskoje) - Schettnienen (Schtschukino) - Schirten (Potjomkino) - Steindorf (Pokrowskoje) - Thomsdorf - Wangnicken - Wermten mit Einigkeit (Kalinówek) |

#### Pfarrer 1538–1945
Von der Reformation bis zur Vertreibung amtierten in Heiligenbeil als evangelische Geistliche:
| - Peter Hoffmann, 1538–1546 - Georg Ottingshausen, ab 1550 - Burchard Mülner, 1552 - Johann Enckhausen, 1554 - Christoph Langeus, 1560–1584 - Friedrich Hoffmann, bis 1561 - Peter Meisner, 1568–1570 - David Eberhardus, 1571/1579 - Johann Cocus, 1584–1612 - Nicolaus Richart, 1599–1602 - Christian Reimann, 1606 - Balthasar Heusselerus, 1610 - Andreas Threnius, 1612–1629 - Joachim Artopäus, 1614/1651 - Georg Martini, 1629–1663 - Christoph Schultz, 1651–1673 - Matthäus Preucke, ab 1663 - Johann von Sander, 1673–1706 - Christoph Siegfried, 1678–1702 - Heinrich Porsch, 1702–1730 - Johann Ludolph Lock, 1706–1735 - Gottlob Phil. J. Troschel, 1730–1744 - Johann Schwartz, 1735–1753 - Georg Gottlieb Fuhrmann, 1744–1765 - Johann Jacob Rumpe, 1753–1764 - Johann Emanuel Volmer, 1764–1774 | - Anton Daniel Weber, 1765–1786 - August Ernst Friesen, 1774–1812 - Christoph Gottlieb Pottien, 1786–1805 - Johann Wilhelm Broscheit, 1806–1823 - Christoph G.W. Brasche, ab 1809 - Johann Gottfried Schröder, 1823–1834 - Albert Leopold Julius Ohlert, 1835–1839 - Johann F.L. Adalbert Wisselinck, 1839–1872 - Julius Eduard Schröder, 1840–1868 - Wilhelm August Otto Berger, 1868–1894 - Johann Friedrich Richter, 1872–1874 - Hugo August Gottfried Eysenblätter, 1873–1893 - Carl Friedrich Gustav Zimmermann, 1893–1906 - Eduard Michel Paul Schalnas, 1894–1904 - Hans Boretius, 1904–1913 - Friedrich Grünhagen, 1906–1923 - Otto Meyhöfer, 1913–1916 - Adolf Guddas, 1917–1920 - Paul Just, 1920–1921 - Walter von Knebel, 1922–1927 - Bruno Julius Robert Lenz, 1923–1935 - Walter Vonthein, 1927–1934 - Paul Bernecker, 1935–1945 - Hans Krumm, 1935–1945 |

#### Kirchenkreis Heiligenbeil
Die Stadt an der Jarft war bis 1945 auch Sitz des Kirchenkreises Heiligenbeil, an dessen Spitze ein Superintendent stand. Der Kirchenkreis Heiligenbeil gehörte zur Kirchenprovinz Ostpreußen der Kirche der Altpreußischen Union.

#### Kirchenkreis-Kirchspielorte
Zum Kirchenkreis Heiligenbeil gehörten 15 Kirchspiele, die heute durch die russisch (RUS)-polnische (PL) Grenze voneinander getrennt sind:
| - Balga (Wesjoloje – RUS) - Bladiau (Pjatidoroschnoje – RUS) - Brandenburg (Fisches Haff) (Uschakowo – RUS) - Deutsch Thierau (Iwanzowo – RUS) - Eichholz (Dębowiec – PL) - Eisenberg (Żelazna Góra – PL) - Grunau (Gronowo – PL) - Heiligenbeil (Mamonowo – RUS) | - Hermsdorf–Pellen (Hermsdorf – RUS/Piele – PL) - Hohenfürst (Wyszkowo – PL) - Lindenau (Lipowina – PL) - Pörschken (RUS) - Tiefensee (Głębock – PL) - Waltersdorf (Pęciszewo – PL) - Zinten (Kornewo – RUS) |

### Römisch-katholische Kirche bis 1945
Die römisch-katholischen Kirchenglieder gehörten zum Bistum Ermland.

## Infrastruktur

### Verkehr

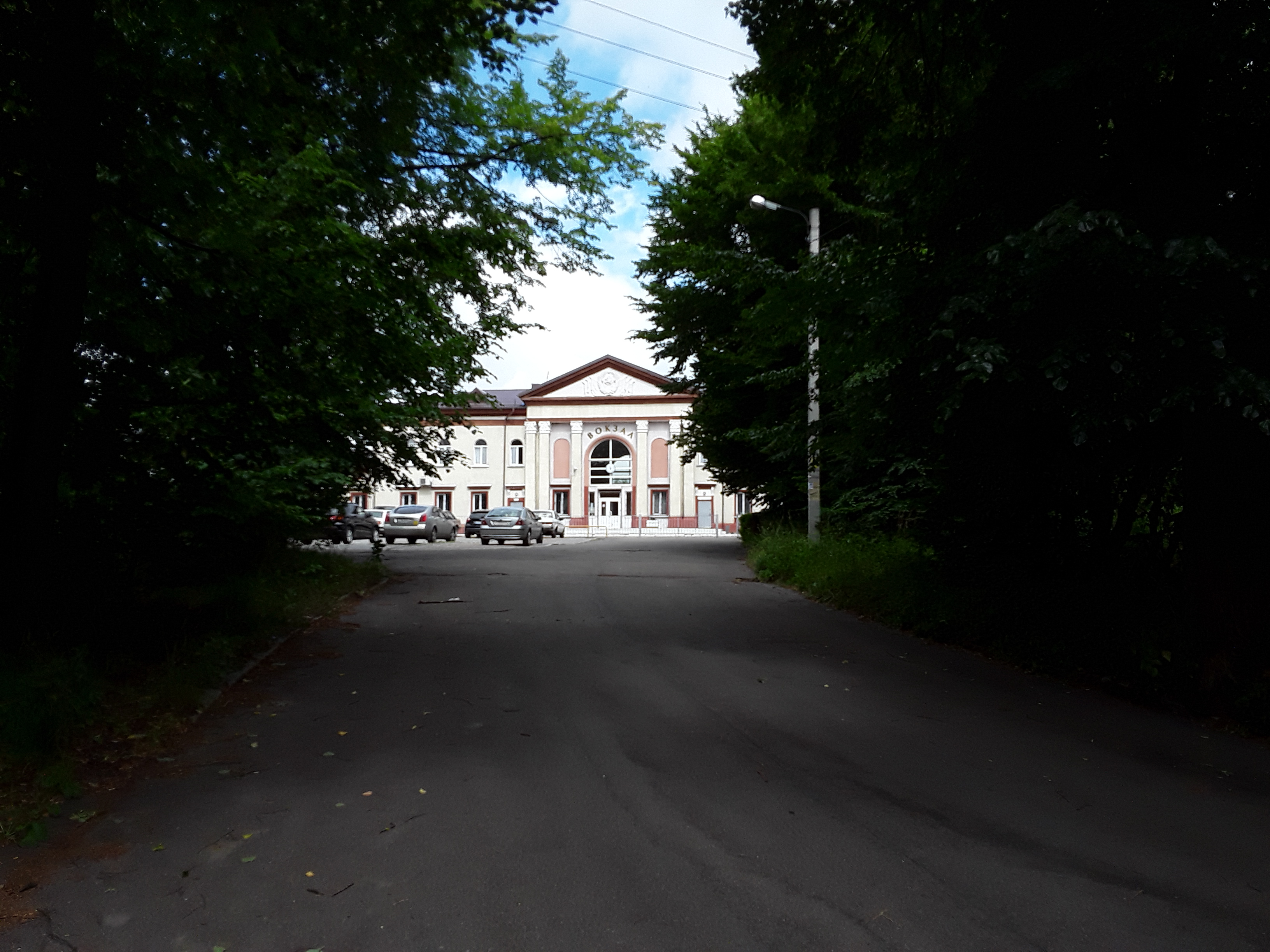
Mamonovo, Bahnhof

#### Schienen
Mamonowo ist Endstation für Nahverkehrszüge aus Kaliningrad auf der Bahnstrecke Kaliningrad–Mamonowo, einem Abschnitt der ehemaligen Preußischen Ostbahn.
In Heiligenbeil zweigte vor 1945 eine Nebenbahn nach Osten über Rehfeld (heute polnisch: Grzechotki) und Deutsch Thierau (heute russisch: Iwanzowo) nach Zinten (Kornewo) ab, wo sie an die Bahnstrecke Königsberg (Preußen) (Kaliningrad) – Allenstein (Olsztyn) anschloss und auch eine Verbindung nach Preußisch Eylau (Bagrationowsk) hatte. Die Strecke jedoch führte nach 1945 durch das russisch-polnische Grenzgebiet und wurde nur auf dem Abschnitt von Dolgorukowo nach Bagrationowsk weiterbetrieben (vgl. Bahnstrecke Kaliningrad–Bagrationowsk).

#### Straßen
Durch die Stadt Mamonowo verläuft die russische Regionalstraße 27A-020 (ex A 194, ehemalige deutsche Reichsstraße 1, heute nicht mehr Europastraße 28) mit Anschluss an die polnische Landesstraße 54 (Grenzübergang Mamonowo I/Gronowo (Grunau)).
Die früher als „Reichsautobahn Berlin–Königsberg“ geplante Reichsautobahn von Elbląg (Elbing) nach Kaliningrad (Königsberg) führt als russische Fernstraße 27A-002 (ehemalige russische P 516, auf polnischer Seite Schnellstraße 22, Grenzübergang Mamonowo II/Grzechotki (Rehfeld)) in einer Entfernung von zehn Kilometern an der Stadt vorbei, es besteht auch eine eigene Ausfahrt.

## Sehenswürdigkeiten
Durch die fast vollständige Zerstörung 1945 blieben nur die Fundamente des Stadtgrundrisses erhalten. Von der Evangelischen Stadtkirche ist nur noch ein Mauerfragment erhalten. Bis 1945 war die regelmäßig angelegte Stadt recht gut erhalten. Als Hafenplatz diente der Vorort Rosenberg, das bis 1935 ein selbständiges Fischerdorf war. Erhaltene Gebäude sind:
- St. Georgshospital, neugotisch, an der ehemaligen Hospitalstraße / Feyerabendplatz (gegründet 1563, erweitert und umgebaut um 1900, nach 1945 baulich leicht verändert; ältestes erhaltenes Gebäude der Stadt)
- Wasserturm (südlich des früheren Lutherplatzes)
- ehemaliges Post- und Telegrafenamt von 1880 mit altem Posthorn am Giebel, wird auch heute noch als Postamt benutzt (in der ehemaligen Wermkestraße)
- Bahnhofsgebäude, nach 1945 nur leicht baulich verändert
- Gebäude des ehemaligen Amtsgerichtes und Katasteramtes von 1929 an der einstigen Wermkestraße
- Reste der Stadtbefestigung mit den Grundmauern des Bullenturmes am Ufer der Jarft (südlich der früheren Altstadt)
- westliche Bebauung am einstigen Feyerabendplatz (ehemalige Amtsgebäude)
- Fragmente der ehemaligen evangelischen Kirche
- Gedenkstein zum Andenken an die nicht mehr existente Altstadt in deren einstigem Zentrum (heute Freifläche) auf Höhe des einstigen Rathauses
- Ruine der einstigen Heiligenbeiler Brauerei im südwestlichen Bereich der Altstadt (einziges noch erhaltenes Bauwerk innerhalb der früheren Altstadt)

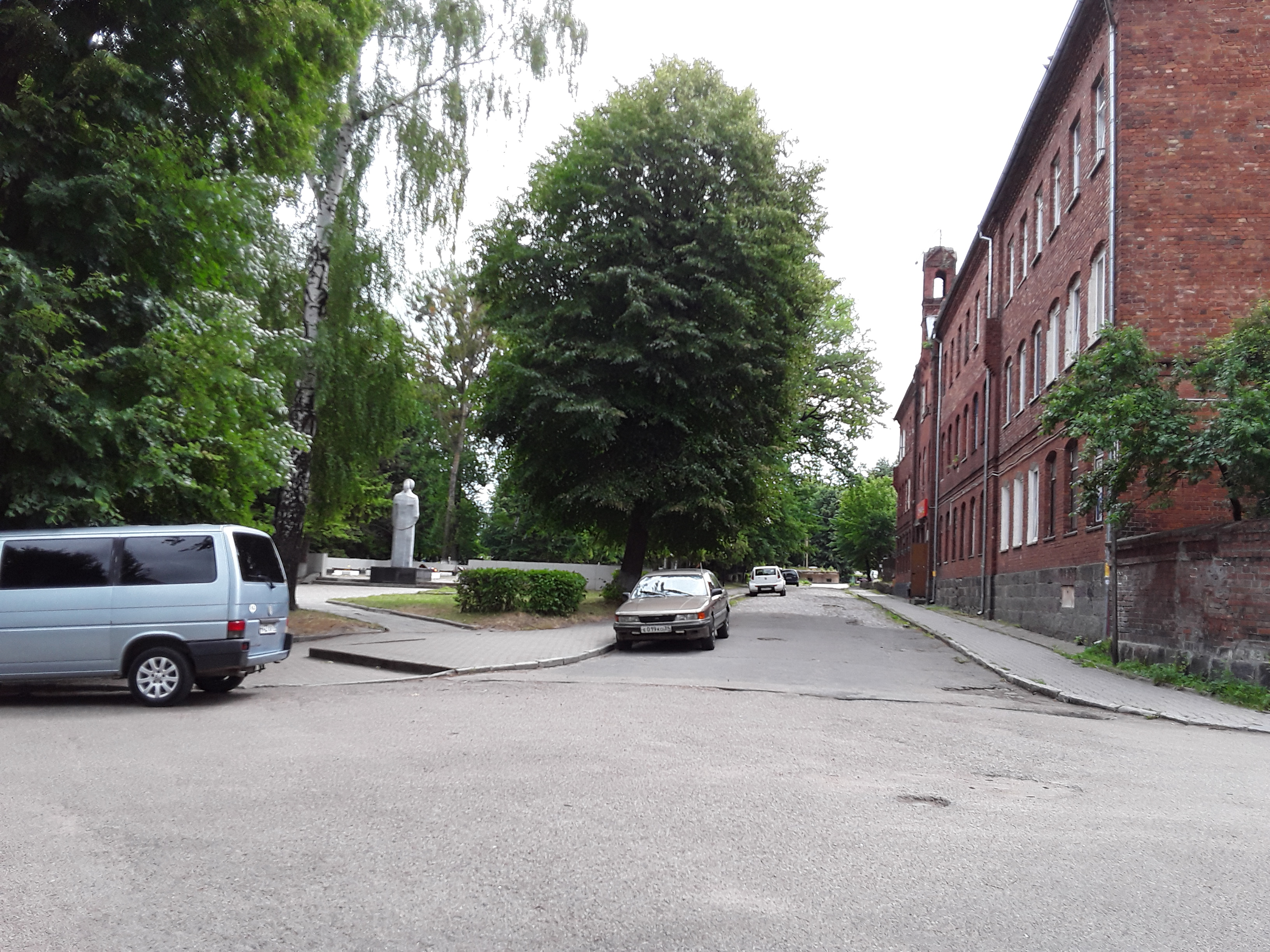
Blick in die ehemalige Hospitalstraße/Feyerabendplatz. Rechts das St. Georgshospital, das älteste erhaltene Gebäude der Stadt
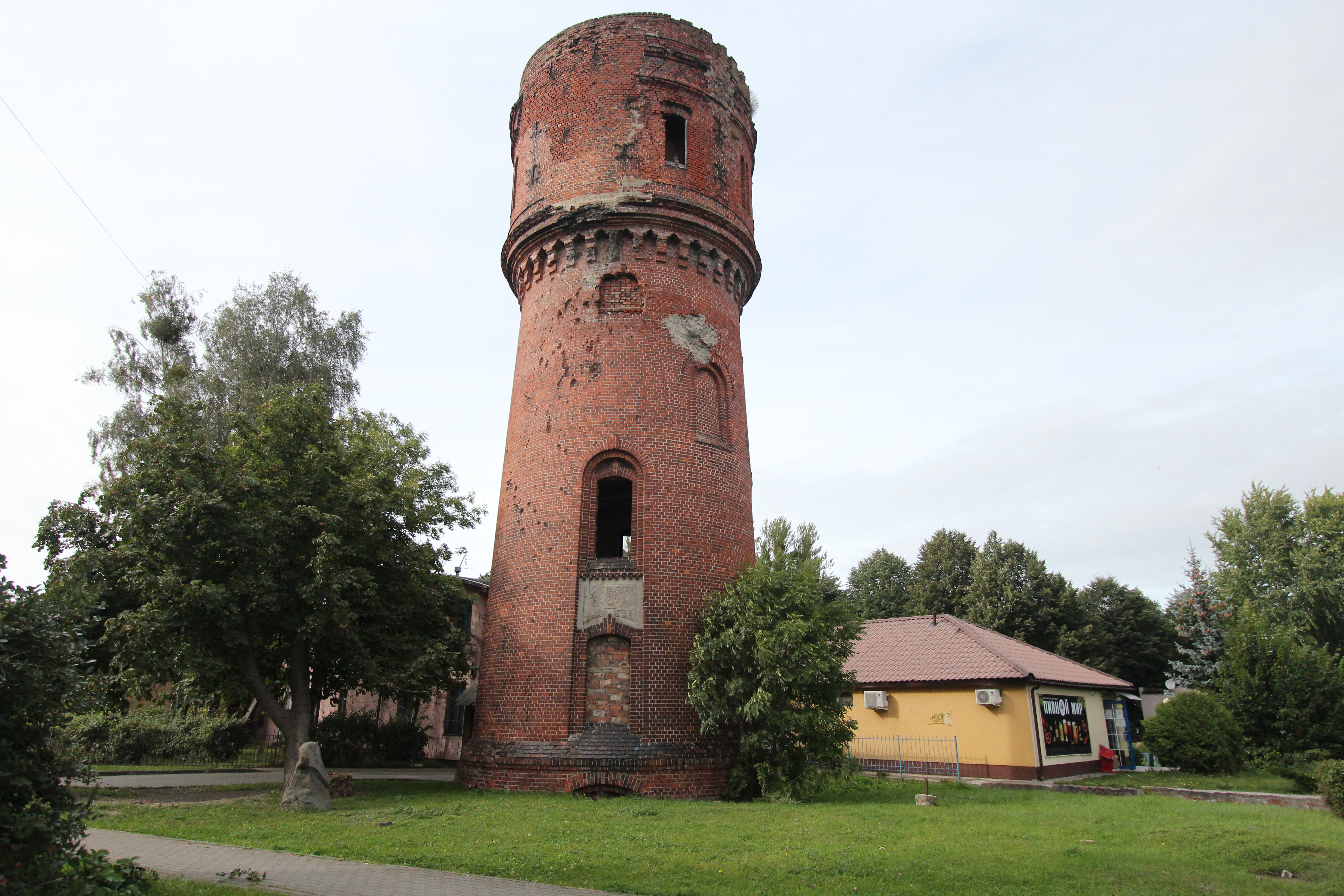
Wasserturm
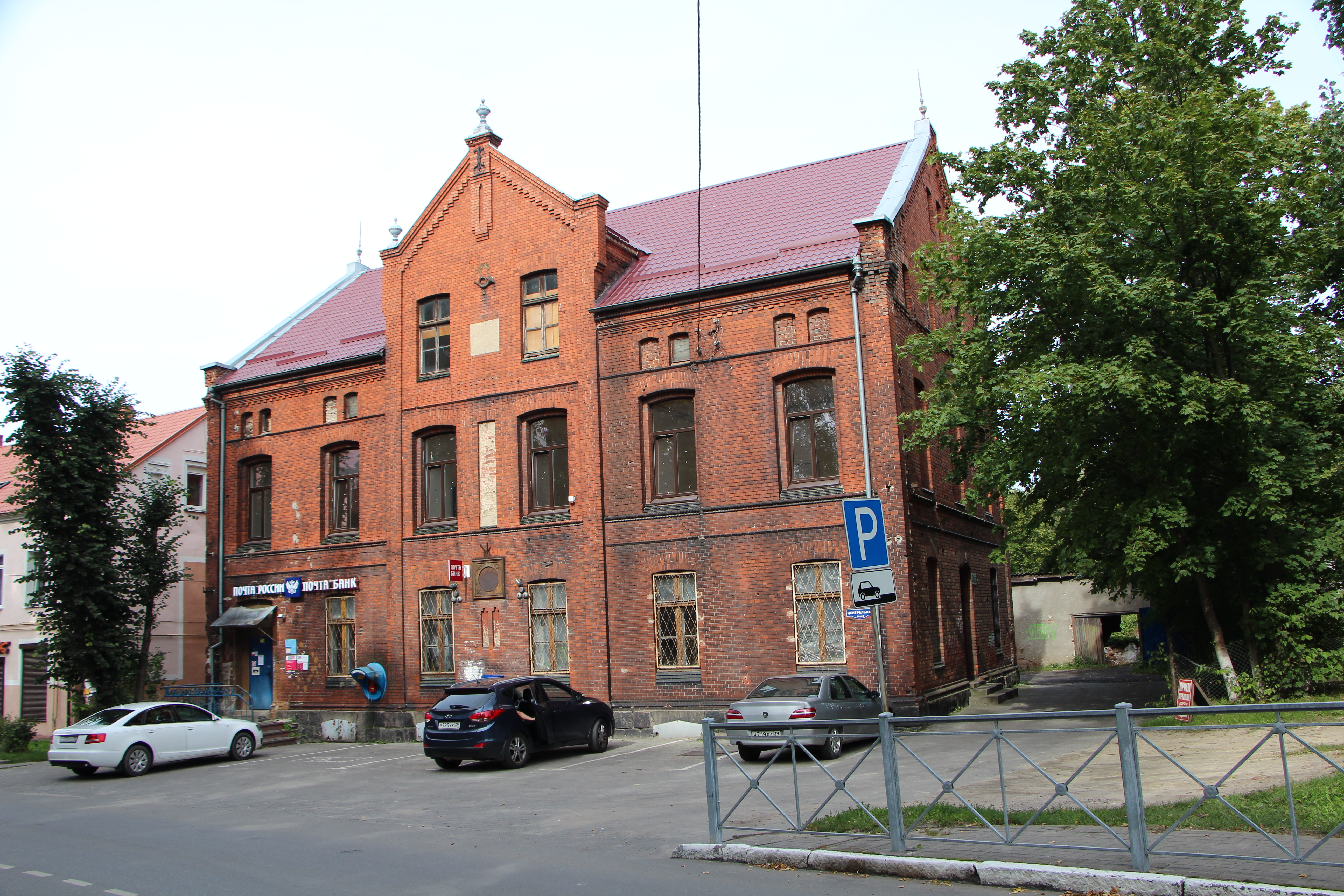
Postamt
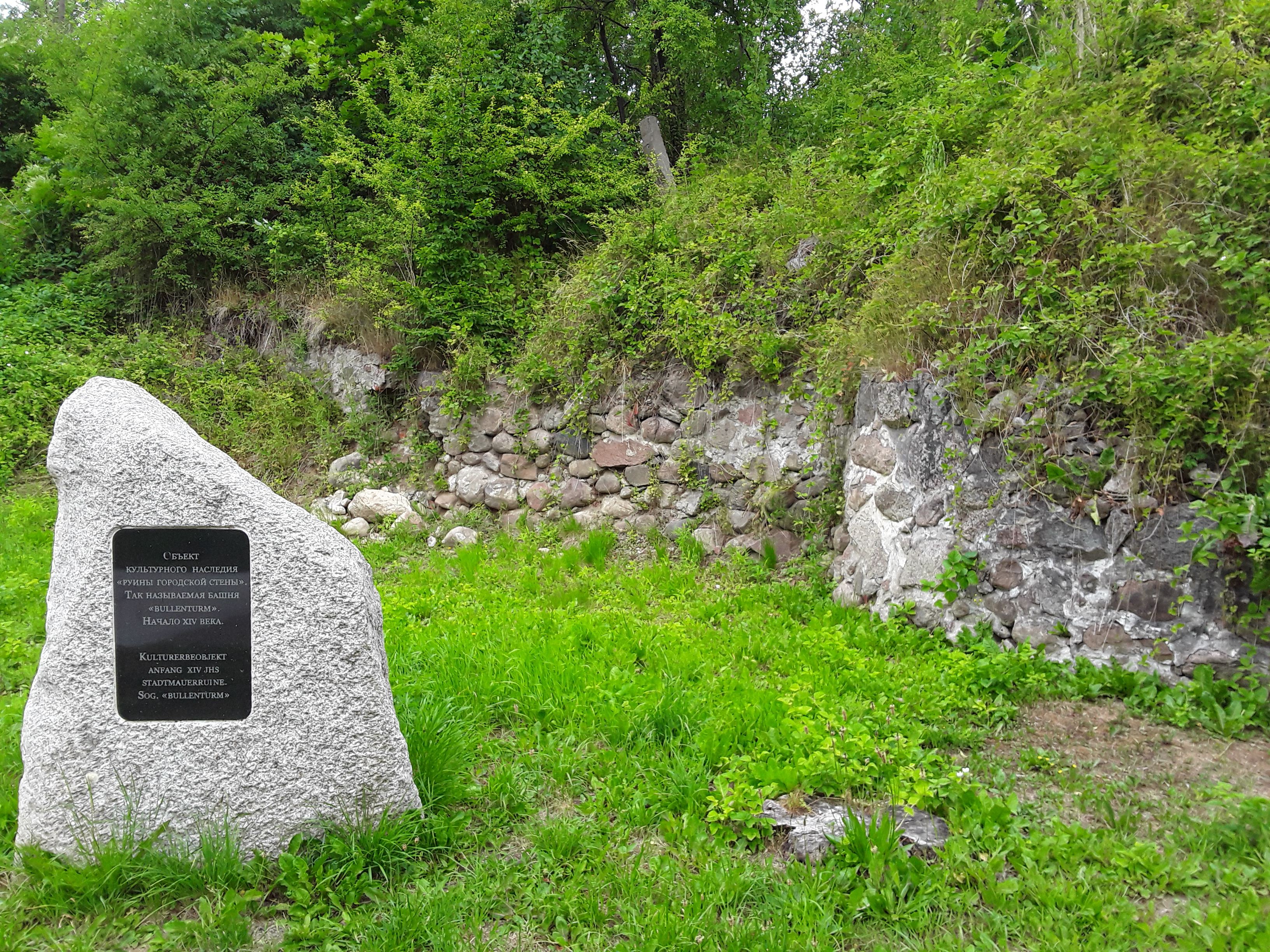
Reste der einstigen Stadtbefestigung von Heiligenbeil
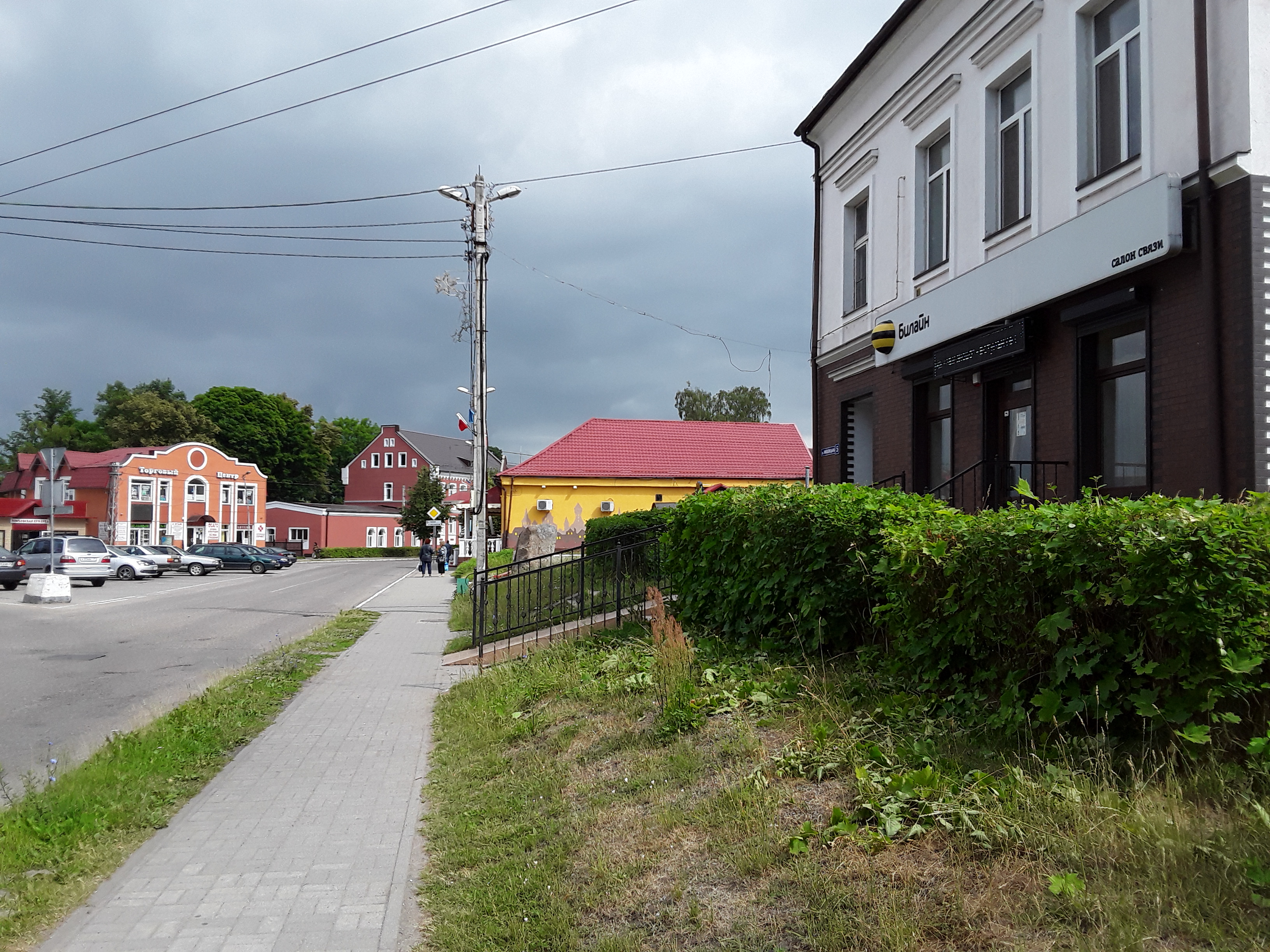
Heutige Innenstadt von Mamonowo
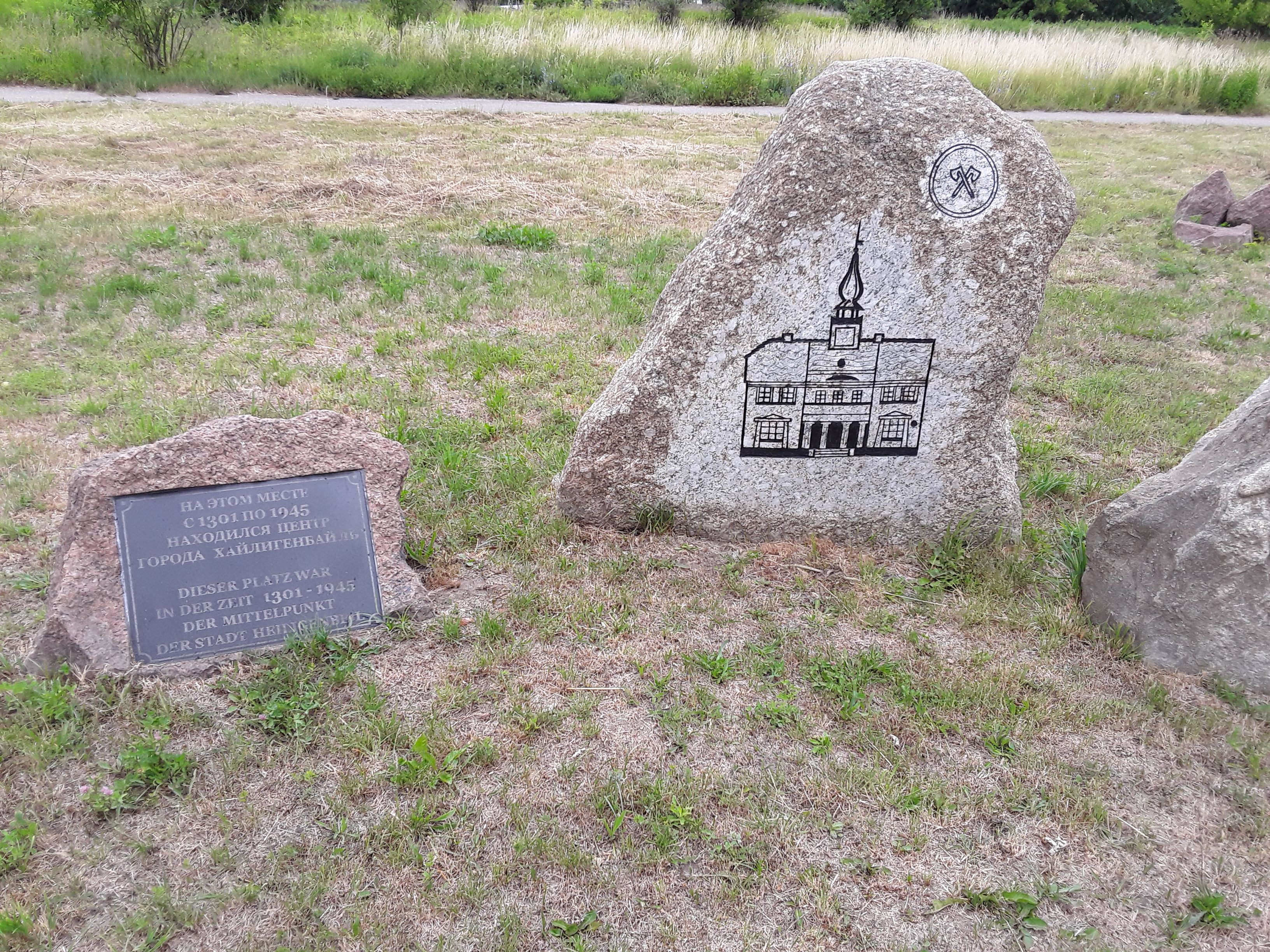
Früheres Stadtzentrum von Heiligenbeil: Standort des Rathauses
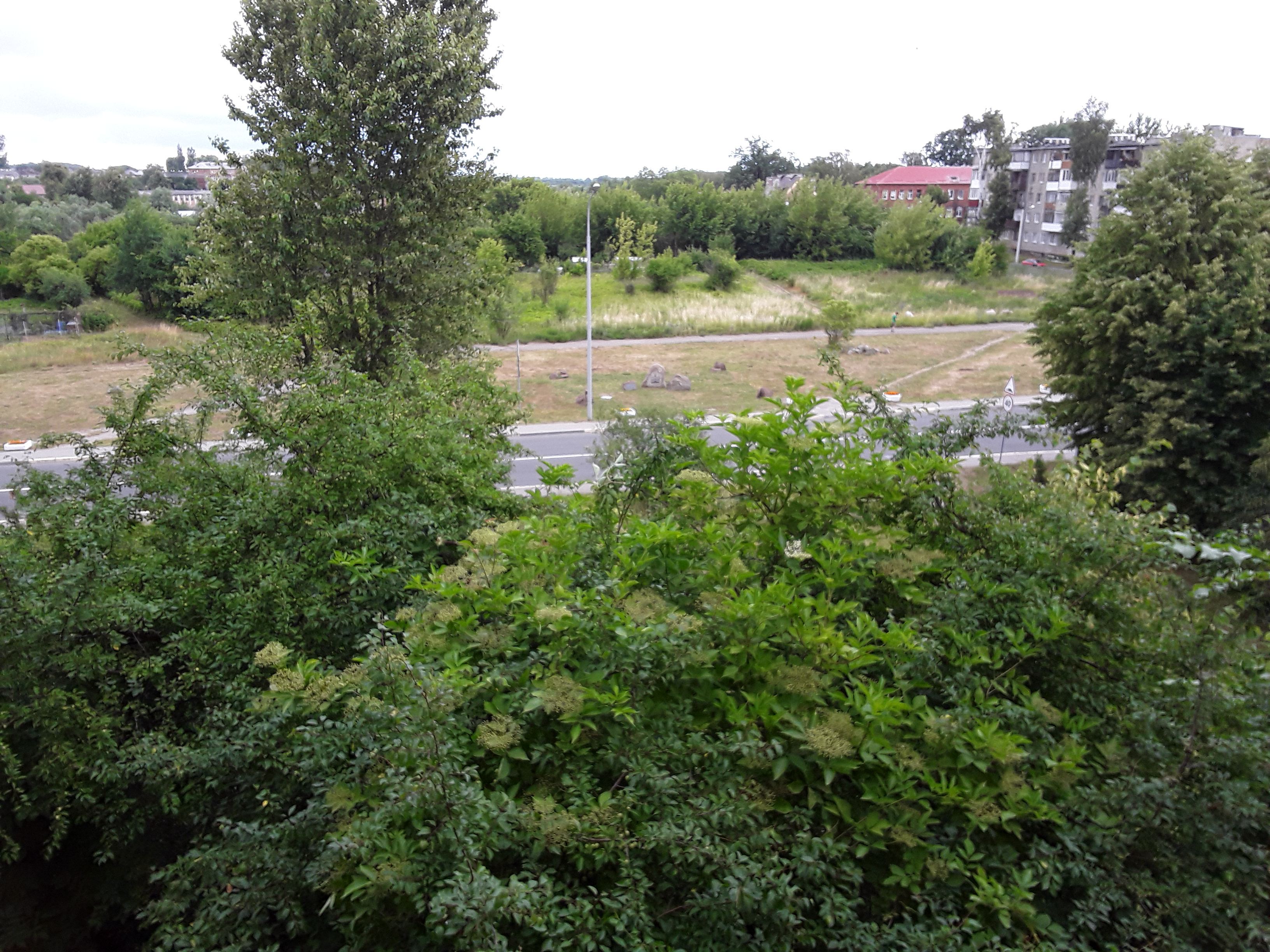
Blick auf die frühere Altstadt von Heiligenbeil (Richtung Markt/Rathaus)

## Söhne und Töchter der Stadt
- Georg Mylius (* 1567; † 1626 in Königsberg), Theologe
- Georg Johann Mattarnovi (* 1677; † 1719), Architekt
- Hans Reimar von Kleist (* 1736; † 1806), Generalmajor
- Daniel Jenisch (* 1762; † 1804), evangelischer Theologe, Polyhistor
- Friedrich August Feyerabend (* 1809; † 1882), Bürgermeister von 1835 bis 1882, Abgeordneter in der Preußischen Nationalversammlung.
- Carl Kirchhoff (* 1820; † 1893), Jurist, Reichsgerichtsrat
- Curt Gagel (* 1865; † 1927), Geologe
- Paul Atzler (* 1889; † 1972), Jurist
- Friedrich Doepner (* 1893; † 1965), Politiker (GB/BHE, FDP), MdL (Schleswig-Holstein)
- Ernst Knorr (* 1899; † 1945), Kriminalinspektor und Untersturmführer der SS
- Joachim Schulz (* 1901; † 1983), Jurist
- Alfred Treptow (* 1902; † 1962), Schriftsteller und Pfarrer
- Manfred Birth (* 1943), Politiker
- Werner Schröter (* 1944), Politiker (SPD) und ehemaliger Ringer

## Sonstige Persönlichkeiten
- Rudolf von Auerswald (1795–1866), Staatsmann, Landrat im Kreis Heiligenbeil von 1824 bis 1834
- Oskar von Dreßler (1838–1910), Landrat im Kreis Heiligenbeil von 1869 bis 1909

## Besonderes
Eine Spezialität war die Heiligenbeiler Spielzeugbüchse, ein kleines Holzfass, das mit gedrechselten Puppenhausmöbeln gefüllt war. Das Drechslerhandwerk spielte noch bis ins 20. Jahrhundert eine besondere Rolle in der Stadt.
Das Archiv der 4. Armee, die 1945 Heiligenbeil verteidigte, wurde 2004 in einem Wald in der Nähe der Stadt aufgefunden.